# Флаг посёлка Искателей
Флаг муниципального образования «Городское поселение „Рабочий посёлок Искателей“» Заполярного муниципального района Ненецкого автономного округа Российской Федерации — опознавательно-правовой знак, служащий официальным символом муниципального образования.
Флаг утверждён 26 июня 2012 года и 16 октября 2012 года внесён в Государственный геральдический регистр Российской Федерации с присвоением регистрационного номера 7956.
Флаг отражает исторические, культурные, социально-экономические, национальные и иные местные традиции.

## Описание
«Прямоугольное двухстороннее полотнище с отношением ширины к длине 2:3, состоящее из двух горизонтальных полое белой и голубой (с отношением ширины каждой 2:5), в середине которого воспроизведена композиция герба рабочего посёлка Искателей, выполненная жёлтым, оранжевым, белым и голубым цветом».
Геральдическое описание герба гласит: «В лазоревом поле вписанный золотой факел, лазоревое пламя которого в серебряной главе; позади факела — золотые молоток (острым концом внутрь) и кирка накрест».

## Обоснование символики
Рабочий посёлок Искателей расположен на правом берегу реки Печоры, в 6 км от города Нарьян-Мар. Существует как посёлок геологоразведчиков с 1968 года. Название Искателей посёлок получил 20 марта 1974 года. Решением Исполнительного комитета Архангельского областного Совета депутатов трудящихся от 1 марта 1982 года № 78 посёлок Искателей отнесён к категории рабочих поселков. 25 июня 1982 года состоялась первая организационная сессия народных депутатов Искательского поселкового Совета первого созыва и образован поселковый Совет. Законом Ненецкого автономного округа от 24 февраля 2005 года № 557-ОЗ «Об административно-территориальном устройстве Ненецкого автономного округа» рабочий посёлок Искателей наделяется статусом муниципального образования — городское поселение: (административный центр — рабочий посёлок Искателей), входящим в состав территории муниципального района «Заполярный район».
Символика флага рабочего посёлка Искателей многозначна:
— факел, как бы возникающий из низа полотнища — аллегория буровой скважины, уходящей в недра земли;
— лазоревое пламя — символ богатств недр Ненецкого автономного округа нефтью и газом, добываемых ООО «Нарьянмарнефтегаз», ОАО «Ненецкая нефтяная компания», расположенных в рабочем посёлке Искателей и являющихся градообразующими предприятиями;
— скрещённые инструменты геологов (молоток и кирка) символизируют первоначальное предназначение посёлка и предприятия ЗАО «Севергеолдобыча», ОАО «Нарьян-Марсейсморазведка», ООО «Поморнефтегазгеофизика», связанные с геологоразведкой;
— цветовое решение полотнища (сочетание белого и голубою) символизирует расположение рабочего посёлка Искателей за Полярным кругом в зоне вечной мерзлоты;
— голубой цвет — символ реки Печора и её многочисленных рукавов и протоков.
Голубой цвет (лазурь) также символ возвышенных устремлений, искренности, преданности, возрождения.
Белый цвет (серебро) — символ чистоты, совершенства, мира и взаимопонимания.
Жёлтый цвет (золото) — символ богатства, стабильности, уважения и интеллекта, жизненной энергии.